# Херсонская областная военная администрация
Херсонская областная военная администрация (до 24 февраля 2022 года Херсонская областная государственная администрация) — местная государственная администрация Херсонской области.
В связи с широкомасштабным вторжением России 24 февраля 2022 года приобрела статус военной администрации.

## История

### Главы
| Фото | Имя                                                             | Годы жизни | Начало срока    | Конец срока     | Примечания                                            |
| ---- | --------------------------------------------------------------- | ---------- | --------------- | --------------- | ----------------------------------------------------- |
|      | Александр Тихонович Мельников Олександр Тихонович Мельников     | 1936—2004  | 23 марта 1992   | июль 1994       | Представитель Президента Украины в Херсонской области |
|      | Виталий Михайлович Жолобов Віталій Михайлович Жолобов           | род. 1937  | 11 июля 1995    | 7 июня 1996     |                                                       |
|      | Юрий Михайлович Карасик Юрiй Михайлович Карасик                 | род. 1939  | 7 июня 1996     | 25 июля 1997    | до 8 августа 1996 года — и. о.                        |
|      | Михаил Михайлович Кушнеренко Михайло Михайлович Кушнеренко      | 1938—2021  | 28 июля 1997    | 7 апреля 1998   |                                                       |
|      | Анатолий Иванович Касьяненко Анатолій Іванович Касьяненко       | 1942—2021  | 7 апреля 1998   | 15 июля 1999    |                                                       |
|      | Александр Евгеньевич Вербицкий Олександр Євгенович Вербицький   | 1942—2021  | 15 июля 1999    | 1 декабря 2001  |                                                       |
|      | Юрий Фёдорович Кравченко Юрій Федорович Кравченко               | 1951—2005  | 1 декабря 2001  | 21 мая 2002     |                                                       |
|      | Анатолий Петрович Юрченко Анатолій Петрович Юрченко             | род. 1948  | 21 мая 2002     | 5 июля 2004     |                                                       |
|      | Сергей Васильевич Довгань Сергій Васильович Довгань             | род. 1952  | 5 июля 2004     | 11 октября 2004 |                                                       |
|      | Владимир Фёдорович Ходаковский Володимир Федорович Ходаковський | род. 1947  | 11 октября 2004 | 17 января 2005  |                                                       |
|      | Борис Витальевич Силенков Борис Віталійович Сіленков            | род. 1960  | 4 февраля 2005  | 18 марта 2010   |                                                       |
|      | Юрий Фёдорович Кравченко Анатолій Павлович Гриценко             | род. 1958  | 18 марта 2010   | 18 июня 2010    |                                                       |
|      | Николай Михайлович Костяк Микола Михайлович Костяк              | род. 1954  | 18 июня 2010    | 2 марта 2014    |                                                       |
|      | Юрий Витальевич Одарченко Юрій Віталійович Одарченко            | род. 1960  | 2 марта 2014    | 18 августа 2014 |                                                       |
|      | Игорь Александрович Шепелев Ігор Олександрович Шепелєв          | род. 1968  | 18 августа 2014 | 9 сентября 2014 |                                                       |
|      | Андрей Станиславович Путилов Андрій Станіславович Путілов       | род. 1971  | 9 сентября 2014 | 18 декабря 2015 |                                                       |
|      | Валентина Ивановна Сичевая Валентина Іванівна Січова            | род. 1952  | 18 декабря 2015 | 28 апреля 2016  | исполняющая обязанности                               |
|      | Андрей Анатольевич Гордеев Андрій Анатолійович Гордєєв          | род. 1983  | 28 апреля 2016  | 12 апреля 2019  |                                                       |
|      | Дмитрий Стефанович Бутрий Дмитро Стефанович Бутрій              | род. 1973  | 12 апреля 2019  | 11 июля 2019    |                                                       |
|      | Юрий Вениаминович Гусев Юрій Веніамінович Гусєв                 | род. 1979  | 11 июля 2019    | 3 декабря 2020  |                                                       |
|      | Сергей Вячеславович Козырь Сергій В'ячеславович Козир           | род. 1984  | 3 декабря 2020  | 26 октября 2021 | и. о. с 3 декабря 2020 по 1 марта 2021                |
|      | Геннадий Николаевич Лагута Геннадій Миколайович Лагута          | 1974—2023  | 26 октября 2021 | 9 июля 2022     |                                                       |
|      | Дмитрий Стефанович Бутрий Дмитро Стефанович Бутрій              | род. 1973  | 9 июля 2022     | 3 августа 2022  | исполняющий обязанности                               |
|      | Ярослав Владимирович Янушевич Ярослав Володимирович Янушевич    | род. 1978  | 3 августа 2022  | 24 января 2023  |                                                       |
|      | Александр Сергеевич Прокудин Олександр Сергійович Прокудін      | род. 1983  | 7 февраля 2023  |                 |                                                       |

### Обстрелы

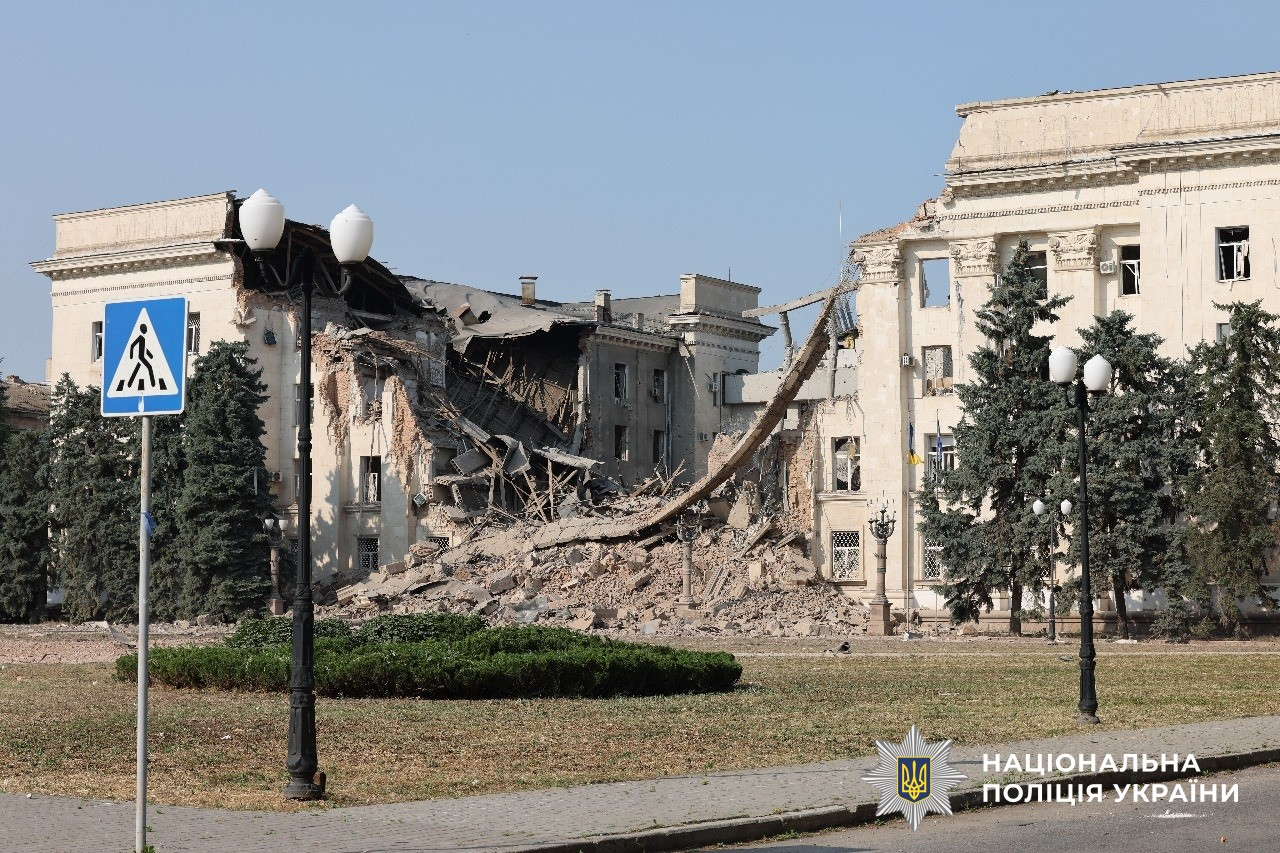
Здание администрации после бомбардировок 5 июня 2025 года

14 и 19 декабря 2022 года здание администрации было обстреляно российской армией из реактивных систем залпового огня. 
5 июня 2025 года российская бомбардировка разрушила здание.

## Структура
- Департамент агропромышленного развития
- Департамент социальной защиты населения
- Департамент экономического развития и торговли
- Департамент финансов
- Департамент здравоохранения
- Департамент экологии и природных ресурсов
- Департамент жилищно-коммунального хозяйства и топливно-энергетического комплекса
- Департамент внешнеэкономической деятельности, туризма и курортов
- Департамент по вопросам внутренней и информационной политики
- Управление образования и науки
- Управление молодежи и спорта
- Управление по вопросам гражданской защиты
- Управление градостроительства и архитектуры
- Управление культуры
- Управление транспорта, дорожной инфраструктуры и связи
- Управление капитального строительства
- Управления по вопросам внутреннего аудита
- Государственный архив области
- Служба по делам детей

## Руководство[52]
- Председатель — Прокудин Александр Сергеевич
- Первый заместитель председателя — Бутрий Дмитрий Стефанович[укр.]
- Заместители председателя — Малярчук Ольга Ильинична, Шанько Ярослав Викторович, Самойленко Антон Игоревич
- Заместитель председателя по вопросам цифрового развития, цифровых трансформаций и цифровизации (CDTO) — Петров Станислав Геннадьевич
- Руководитель аппарата облгосадминистрации — Козырская Татьяна Феликсовна